# Cegliska
Cegliska – część wsi Cieszenie w Polsce, położona w województwie pomorskim, w powiecie kartuskim, w gminie Chmielno, na Pojezierzu Kaszubskim, na obszarze Kaszubskiego Parku Krajobrazowego.
W latach 1975–1998 Cegliska administracyjnie należały do województwa gdańskiego.